# Pristimantis luscombei
Eleutherodactylus luscombei là một loài động vật lưỡng cư trong họ Strabomantidae, thuộc bộ Anura. Loài này được Duellman & Mendelson miêu tả khoa học đầu tiên năm 1995.